# 第2空降獵兵師 (德國國防軍)
第2空降師（德語：2. Fallschirmjäger-Division）是一支精銳的德國傘降師，在第二次世界大戰期間作戰。它在1943年由第1空降師析出。
第2空降師於1943年在布列塔尼瓦納附近組成。該師的首次部署發生在義大利，被受命拯救獨裁者墨索里尼。1943年底，部分部隊轉移到希臘，佔領了愛琴海的萊羅斯島。這次行動成功完成後，被調往東線，隸屬於新組成的第6軍團。它在那裡戰鬥直到被轉移到法國。1944年，第2空降師在這裡參加了布列斯特戰役，並於9月被摧毀，師長赫曼-柏恩哈特·雷姆克被俘。同年10月進行了重組，最初在荷蘭作戰並保衛萊茵河地區。1945年4月，該師在魯爾區向盟軍投降。